# Contestación

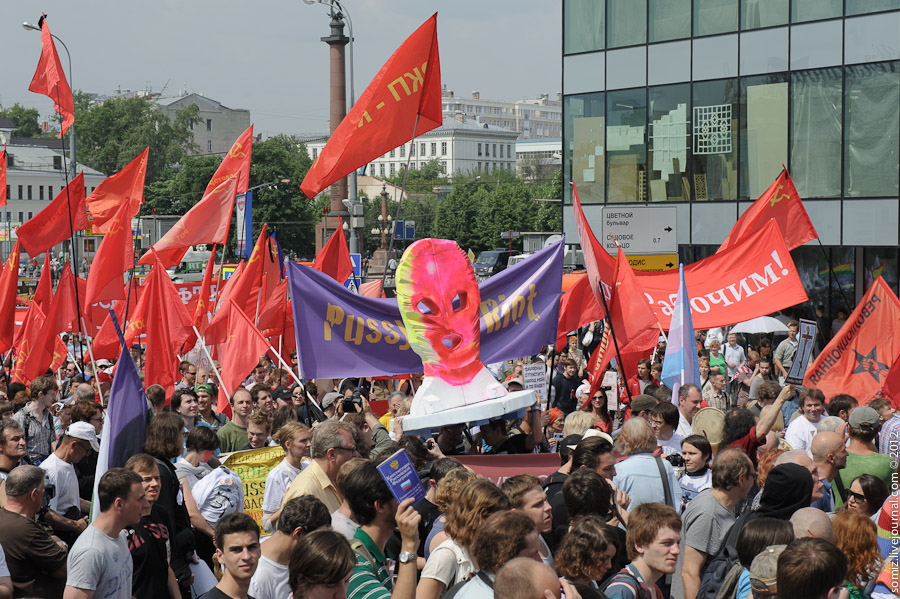
Manifestación antigubernamental en Rusia (12 de junio de 2012). La máscara de colores representa a las Pussy Riot.

Contestación es un término que se aplica a la protesta que se realiza, sobre todo, ante las órdenes de la autoridad; o a la polémica en oposición a "lo establecido" (las instituciones o las formas de vida convencionales), sea pacífica o violenta. Tales posibilidades incluyen tanto las formas de oposición permitidas como las revueltas, rebeliones y revoluciones que emprenden los contestatarios o, en su caso insurgentes, según su integración dentro de los cauces legalmente admitidos en cada régimen político, así como su nivel de organización y grado de ambición.
La fuerza del Estado (cuyo ejercicio legítimo es su propia razón de ser) se establece como resultado de la interacción dinámica entre autoridad y contestación.
En la tradición anglosajona, y aplicada inicialmente a la discrepancia religiosa, es la actividad de los dissenters ("dis-sintientes", "discrepantes" o disidentes) frente a the establishment.

Ejemplo, la respuesta de un estudiante de Sociología, Daniel Cohn-Bendit, quien sorprendió al rector que le pregunta por su uso del tiempo: “Hacía el amor, algo de lo que usted es incapaz”. Fue un desafío abierto a una jerarquía académica tan ritualizada como la francesa, actitud que se apoyó en lo que será otra idea clave del movimiento: la contestación, esto es, la puesta en tela de juicio de todo aquello que se basa en el principio de autoridad.
Antonio Elorza, 1968: el año de las utopías

## Contestación de la demanda
"Contestación" es un término jurídico que se aplica, en una demanda judicial, a la respuesta escrita que el demandado realiza para defenderse de la acción del demandante, oponiéndose a ella.